# Hapalopsittaca melanotis
El lorito alinegro (Hapalopsittaca melanotis)  es una especie de papagayo de la familia Psittacidae
Es un pequeño loro (24 cm) que se encuentra en los Andes orientales.
Tiene dos subspecies que se encuentran en zonas separadas:
- H. m. melanotis: en las yungas Bolivianas, 1500-2500m.
- H. m. peruviana: en los Andes peruanos orientales, 2800-3400m.